# Ivor D. Fenton

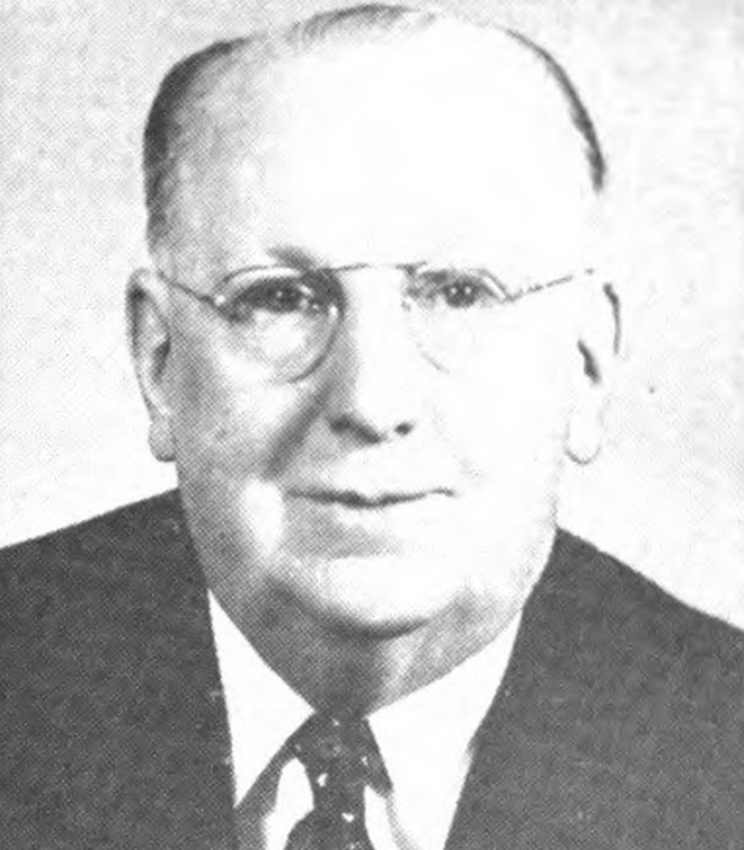
Ivor D. Fenton

Ivor  David Fenton (* 3. August 1889 in Mahanoy City, Pennsylvania; † 23. Oktober 1986 in Sunbury, Pennsylvania) war ein US-amerikanischer Politiker. Zwischen 1939 und 1963 vertrat er den Bundesstaat Pennsylvania im US-Repräsentantenhaus.

## Werdegang
Ivor Fenton besuchte die öffentlichen Schulen seiner Heimat und die Bucknell University in Lewisburg. Danach studierte er bis 1912 am Jefferson Medical College in Philadelphia Medizin. In den Jahren 1912 und 1913 machte er am Ashland State Hospital ein Praktikum. Nach seiner 1914 erfolgten Zulassung als Arzt begann er in Mahanoy City in diesem Beruf zu arbeiten. In den Jahren 1917 und 1918 diente er als Leutnant und später als Hauptmann während des Ersten Weltkrieges im medizinischen Dienst der US Army. Dabei war er auch auf dem europäischen Kriegsschauplatz eingesetzt. Nach dem Krieg praktizierte er wieder in Mahanoy City als Arzt. Gleichzeitig schlug er als Mitglied der Republikanischen Partei eine politische Laufbahn ein.
Bei den Kongresswahlen des Jahres 1938 wurde Fenton im 13. Wahlbezirk von Pennsylvania in das US-Repräsentantenhaus in Washington, D.C. gewählt, wo er am 3. Januar 1939 die Nachfolge des Demokraten James H. Gildea antrat. Nach elf Wiederwahlen konnte er bis zum 3. Januar 1963 zwölf Legislaturperioden im Kongress absolvieren. Seit 1945 vertrat er dort den zwölften Distrikt seines Staates. Bis 1941 wurden dort die letzten New-Deal-Gesetze der Roosevelt-Regierung verabschiedet. Seit 1941 war auch die Arbeit des Kongresses von den Ereignissen des Zweiten Weltkrieges geprägt. In den folgenden Jahren erlebte Fenton als Kongressabgeordneter den Beginn des Kalten Krieges, den Koreakrieg und innenpolitisch die Bürgerrechtsbewegung. 1962 wurde er nicht wiedergewählt.
Nach dem Ende seiner Zeit im US-Repräsentantenhaus arbeitete Ivor Fenton als medizinischer Berater des Wohlfahrtsministeriums von Pennsylvania und des State General Hospital. Er starb am 23. Oktober 1986 in Sunbury im Alter von 97 Jahren.